# Бжезьниця (Щецинецький повіт)
Бжезьниця (пол. Brzeźnica) — село в Польщі, у гміні Білий Бур Щецинецького повіту Західнопоморського воєводства.
Населення — 287 осіб (2011).
У 1975-1998 роках село належало до Кошалінського воєводства.

## Демографія
Демографічна структура станом на 31 березня 2011 року:
|          | Загалом | Допрацездатний вік | Працездатний вік | Постпрацездатний вік |
| -------- | ------- | ------------------ | ---------------- | -------------------- |
| Чоловіки | 137     | 22                 | 104              | 11                   |
| Жінки    | 150     | 32                 | 95               | 23                   |
| Разом    | 287     | 54                 | 199              | 34                   |